# Dialilamina
La dialilamina, también llamada N,N-dialilamina y di-2-propenilamina, es un compuesto orgánico de fórmula molecular C6H11N. Es una amina secundaria con seis átomos de carbono —tres a cada lado del grupo amino— y dos dobles enlaces.

## Propiedades físicas y químicas
A temperatura ambiente, la dialilamina es un líquido incoloro de desagradable olor y sabor dulzón.
Tiene su punto de ebullición es 111 °C y su punto de fusión a -88 °C. En fase líquida posee una densidad inferior a la del agua (ρ = 0,789 g/cm³) mientras que como vapor, su densidad es 3,4 veces mayor que la del aire.
Es soluble en etanol y éter etílico, y en cierta medida también en agua (86 g/L). El valor del logaritmo de su coeficiente de reparto, logP = 1,11, indica una solubilidad mayor en disolventes apolares que en disolventes polares.
La dialilamina se comporta como una base fuerte (pKa = 9,29), por lo que neutraliza ácidos formando la correspondiente sal y agua. Puede ser incompatible con isocianatos, compuestos orgánicos halogenados, peróxidos y haluros de acilo. Al combinarse con hidruros puede desprender hidrógeno gaseoso.

## Síntesis y usos
La dialilamina ya fue síntetizada en la década de 1880 a partir de bromuro —o cloruro— de alilo y alilamina.
Un método más moderno se basa en la «litiación» de N-(benciloxicarbonil)dialillamina utilizando como catalizador naftaleno en tetrahidrofurano a 0 °C. Dicha reacción es rápida y tiene un alto rendimiento en torno al 63%. Otra vía de síntesis —aunque con un rendimiento sensiblemente inferior— consiste en la alilación, en presencia de platino, de bencilamina, 1-hexanamina o 1-butanamina con alcohol alílico.
Asimismo, la reacción entre cloruro de alilo y amoníaco a una temperatura entre 50 °C y 150 °C permite obtener, además de dialilamina, trialilamina y alilamina.
La dialilamina se emplea como intermediario en síntesis orgánica así como en usos agrícolas —aunque no como pesticida.
La polimerización de esta amina permite elaborar sales secundarias y terciarias de poli(dialilammonio) con actividad antimicrobiana contra bacterias grampositivas y gramnegativas, así como con actividad fungicida.
Por otra parte, la ciclopolimerización de derivados de dialilamina ha permitido desarrollar revestimientos y adhesivos distintos de los acrilatos.

## Precauciones
La dialilamina es una sustancia inflamable que, al arder, emite gases tóxicos tales como óxidos de nitrógeno y monóxido de carbono.
Su punto de inflamabilidad es 7 °C y alcanza su temperatura de autoignición a 273 °C.
El vapor de esta amina se mezcla bien con el aire, formándose con fácilidad mezclas explosivas con el mismo. En el organismo humano, el contacto con dialilamina puede ocasionar quemaduras severas en piel y ojos.